# Montluçon-Ouest (tổng)
Tổng Montluçon-Ouest là một tổng ở tỉnh Allier trong vùng Auvergne-Rhône-Alpes.

## Hành chính
| Giai đoạn | Ủy viên         | Đảng | Tư cách                           |
| --------- | --------------- | ---- | --------------------------------- |
| 28        | Bernard Pozzoli | PS   | conseiller municipal de Montluçon |

## Các đơn vị cấp dưới
Tổng Montluçon-Ouest gồm 4 xã với dân số là 13 172 người (điều tra năm 1999, dân số không tính trùng)
| Xã          | Dân số     | Mã bưu chính | Mã insee |
| ----------- | ---------- | ------------ | -------- |
| Lamaids     | 136        | 03380        | 03136    |
| Montluçon   | 10 518 (1) | 03100        | 03185    |
| Prémilhat   | 1 995      | 03410        | 03211    |
| Quinssaines | 1 063      | 03380        | 03212    |

(1) fraction de commune.

## Biến động dân số
| 1962                                                     | 1968 | 1975 | 1982 | 1990   | 1999   |
| -------------------------------------------------------- | ---- | ---- | ---- | ------ | ------ |
| -                                                        | -    | -    | -    | 14 447 | 13 172 |
| Nombre retenu à partir de 1962 : dân số không tính trùng |      |      |      |        |        |